# MuscleTone Records
MuscleTone Records was een Amerikaans platenlabel. Het label werd in 2001 opgericht door gitarist en bandleider Wayne Kramer en diens partner Margaret Saadi. Kramer en Saadi startten het label nadat Kramer muziek uitbracht op onder andere Epitaph Records en van mening was dat hij muziek zelf kon uitbrengen. In een interview met Billboard in 2001 zei Kramer dat hij dat vond passen bij het doe-het-zelfkarakter van punkrock.
Op het label is muziek uitgebracht van Cobra Verde en Mother Superior. Ook muziek van Kramers projecten Mad for the Racket, Dodge Main en Lesbianmaker werd uitgebracht op MuscleTone. Van de rockgroep MC5, waar Kramer heeft gespeeld, kwam op het label een dvd uit.
In 2013 ging het label verder als Industrial Amusement. De eerste uitgave onder deze naam was A season undone van Jason Heath & the Greedy Souls in 2015.